# Simon Micallef
Pour les articles homonymes, voir Micallef.
Simon Micallef, né le 21 juillet 1970, est un ancien arbitre australien de football. Il commença sa carrière en 1993, puis fut international en 1997 et arrêta en 2005. Il fut élu à trois reprises « meilleur arbitre australien de l'année. »

## Carrière
Il a officié dans des compétitions majeures : 
- Coupe d'Océanie de football 1996 (1 match) ;
- Coupe d'Océanie de football 1998 (3 matchs) ;
- Coupe du monde de football des moins de 20 ans 1999 (3 matchs) ;
- JO 2000 (3 matchs) ;
- Coupe des confédérations 2001 (1 match).